# Marian Sebastiański
Marian Sebastiański (ur. 14 sierpnia 1907 w Czerniowcach, zm. 26 lipca 1979 w Sanoku) – polski pracownik związany z Sanokiem, działacz piłkarski.

## Życiorys
Urodził się 14 sierpnia 1907 jako syn Józefa. Uczył się w Gimnazjum Humanistycznym w Drohobyczu, w którym ukończył sześć klas. Od 1925 był zatrudniony w fabryce maszyn i wagonów w Sanoku jako kopista-rysownik. Pozostawał pracownikiem zakładu w okresie II Rzeczypospolitej oraz po II wojnie światowej w PRL, gdy pracował na stanowisku księgowego w ówczesnej Sanockiej Fabryce Autobusów „Autosan”. Po wojnie w 1946 zaangażował się w próbę reaktywacji sanockiego gniazda Polskiego Towarzystwa Gimnastycznego „Sokół”. W sierpniu 1946 czterej pracownicy zakładowi: Tadeusz Nazarkiewicz, Marian Sebastiański, Tadeusz Szczudlik i Antoni Wener wystąpili z inicjatywą założenia klubu sportowego, który powstał 5 września 1946 roku jako jednosekcyjny klub sportowy piłki nożnej Klub Sportowy „Wagon” przy Sanockiej Fabryce Wagonów w Sanoku, a 17 września drużyna została zarejestrowana do rozgrywek klasy C w rzeszowskim OZPN. W wyniku późniejszych przekształceń klub przemianowano na Stal Sanok. Marian Sebastiański był jego aktywnym działaczem, w tym zasiadał w zarządzie klubu, był skarbnikiem oraz od 1964 do 1977 księgowym. Inicjował akcje mające na celu gromadzenie wsparcia finansowego dla Stali Sanok. Po odejściu na emeryturę nadal działał na rzecz klubu.

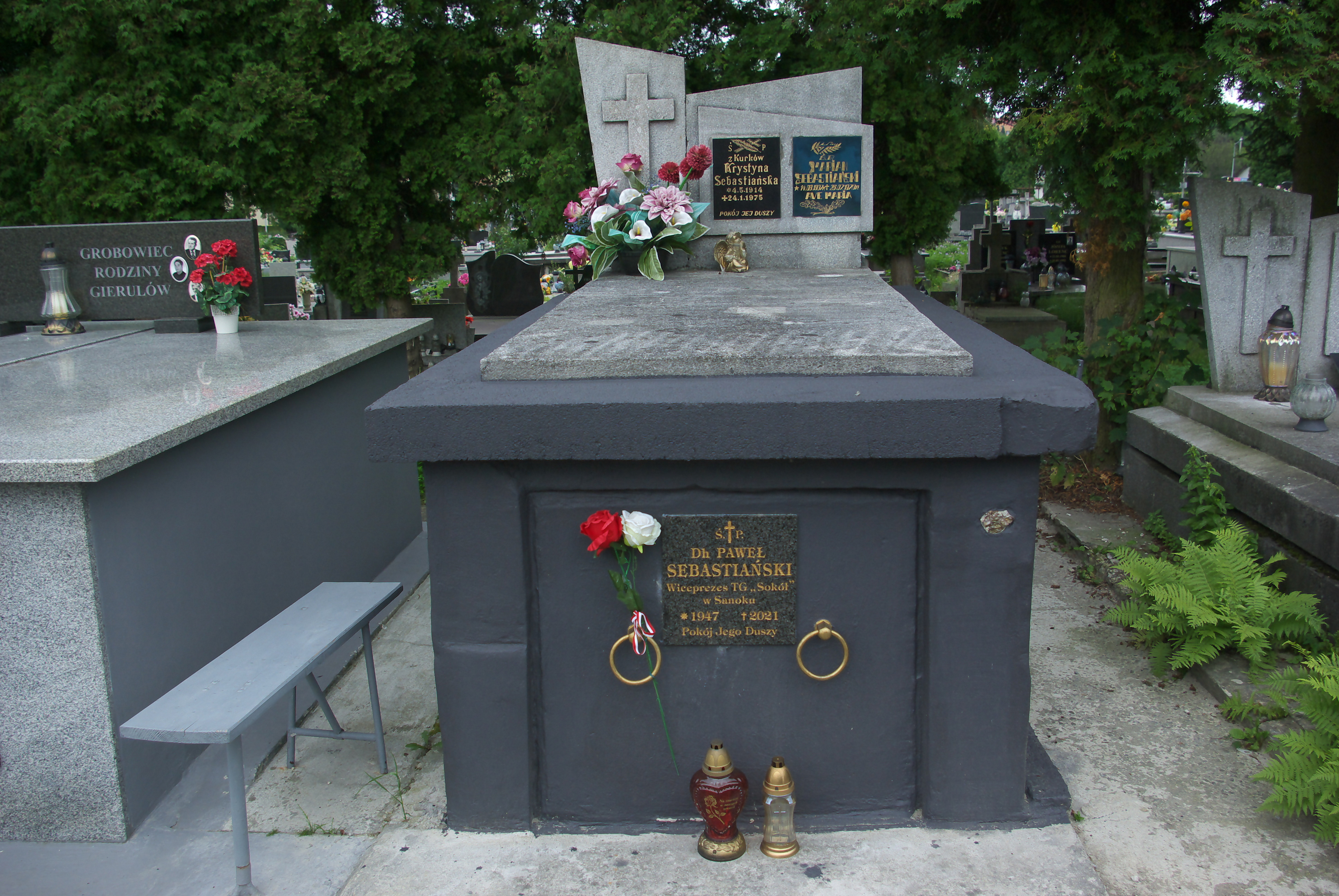
Grobowiec rodzinny Mariana Sebastiańskiego

Od 1938 jego żoną była Krystyną z domu Kurek (1914-1975). Marian Sebastiański zmarł 26 lipca 1979. Został pochowany na Cmentarzu Centralnym w Sanoku.

## Odznaczenia
- Krzyż Kawalerski Orderu Odrodzenia Polski (1968)[7]
- Srebrna Odznaka Związku Zawodowego Metalowców
- Odznaka „Zasłużony Działacz Federacji "Stal"” (1976)[8]
- Odznaka „Zasłużony dla Sanoka” (1976)[8]